# الصليب الأحمر السويدي
معيا
الصليب الأحمر السويدي ( بالسويدية : Svenska Röda Korset ) هي منظمة إنسانية سويدية وعضو في الحركة الدولية للصليب الأحمر والهلال الأحمر . تأسست عام 1865، والغرض منها هو منع وتخفيف المعاناة الإنسانية أينما ومتى حدثت، طوعا ودون تمييز. داخل السويد، تدير أكثر من 1000 فرع محلي، والتي تقوم بادارتها لجان محلية.

## تاريخ المنظمة

### مستشفى الصليب الأحمر السويدي في الحرب الكورية
من سبتمبر 1950 إلى أبريل 1957. قدم مستشفى الصليب الأحمر السويدي الخدمة الطبية في كوريا الجنوبية خلال الحرب الكورية .

## أنظر أيضاً
- غارة جوية على مستشفى دولو
- الحافلات البيضاء